# Perawat Sangpotirat
Perawat Sangpotirat (พีรวัส แสงโพธิรัตน์), noto anche con lo pseudonimo di Krist (คริส) (Bangkok, 18 ottobre 1995), è un attore e modello thailandese, conosciuto in particolare per l'interpretazione di Arthit in SOTUS: The Series - Phi wak tua rai kap nai pi nueng e SOTUS S: The Series.

## Biografia
Ha frequentato la scuola Satriwitthaya 2 per poi proseguire gli studi alla Facoltà di Economia dell'Università Kasetsart. Ha cominciato a guadagnare notorietà nel 2016 interpretando Arthit, uno dei protagonisti di SOTUS: The Series - Phi wak tua rai kap nai pi nueng, in coppia con Prachaya Ruangroj (Singto); riprenderà il ruolo anche nel seguito SOTUS S: The Series. Nel 2017 è nel cast ricorrente della seconda stagione della serie Run phi Secret Love, interpretando il personaggio di Night nel gruppo di episodi "Puppy Honey 2". Nel 2018 è nuovamente al fianco di Singto nella miniserie My Baby Bright, proiettata in anteprima nei circuiti cinematografici thailandesi, nel ruolo di Plathong, oltre che in coppia con Worranit Thawornwong (Mook) nella serie Mint to Be - Nai nanlae... khu thae khong chan.

## Filmografia

### Cinema
- My Rhythm

### Televisione
- Wa wun run lek - serie TV (2008)
- Joi yor yak naai nae maak - film TV (2009)
- SOTUS: The Series - Phi wak tua rai kap nai pi nueng - serie TV, 15 episodi (2016-2017)
- Little Big Dream - Khwam fan an sungsut - film TV (2016)
- Kun mae wai sai: The Series - serie TV, 8 episodi (2017)
- Run phi Secret Love - serie TV (2017)
- SOTUS S: The Series - serie TV, 13 episodi (2017-2018)
- My Baby Bright - miniserie TV, 2 episodi (2018)
- Mint to Be - Nai nanlae... khu thae khong chan - serie TV, 10 episodi (2018)
- Our Skyy - Yak hen thong fah pen yang wan nan - miniserie TV, 1 episodio (2018)
- I'm Tee, Me Too - serie TV (2020)
- Military of Love - serie TV (202..)
- Be My Favorite - serie TV (2023)

## Discografia

### Singoli
- 2017 - Tur tum hai chun chohk dee (con Prachaya Ruangroj)
- 2017 - Nǐ ràng wǒ xìngfú (My Smile) (con Prachaya Ruangroj)
- 2018 - Pra too ar kard lae wan dee dee

## Premi e candidature
Consiglio delle Arti e della Cultura – Università Chulalongkorn
- 2016 - Premio al merito[2][3]

World Top Awards
- 2017 - Persona dell'anno per SOTUS: The Series - Phi wak tua rai kap nai pi nueng[4][5]

YinYueTai V Chart Awards
- 2017 - Artista raccomandato da YinYueTai per SOTUS: The Series - Phi wak tua rai kap nai pi nueng[6][7]
- 2017 - Candidatura Nuovo artista più popolare per SOTUS: The Series - Phi wak tua rai kap nai pi nueng[6][7]
- 2017 - Candidatura Artista più popolare della serata[6][7]

Kazz Awards
- 2017 - Stella preferita dal Kazz Magazine - Maschile[8][9][10]
- 2017 - Nuovo attore più popolare per SOTUS: The Series - Phi wak tua rai kap nai pi nueng[8][9][10]
- 2017 - Candidatura Coppia dell'anno (con Prachaya Ruangroj) per SOTUS: The Series - Phi wak tua rai kap nai pi nueng[8][9][10]
- 2018 - Candidatura Attore adolescente più popolare - Maschile per SOTUS S: The Series[11]
- 2018 - Coppia dell'anno (con Prachaya Ruangroj) per SOTUS S: The Series[11]

Kom Chad Luek Awards
- 2017 - Candidatura Voto popolare - Maschile per SOTUS: The Series - Phi wak tua rai kap nai pi nueng[12][13]

Maya Awards
- 2017 - Candidatura Stella nascente maschile (TV) per SOTUS: The Series - Phi wak tua rai kap nai pi nueng[14]
- 2017 - Coppia preferita (con Prachaya Ruangroj) per SOTUS: The Series - Phi wak tua rai kap nai pi nueng[15][16][17]
- 2018 - Coppia preferita (con Prachaya Ruangroj) per SOTUS S: The Series[18]
- 2018 - Candidatura Stella nascente maschile (TV) per SOTUS S: The Series[19]

GREAT STARS Digital Social Super Star Of The Year
- 2018 - Super stella social dell'anno - Coppia (con Prachaya Ruangroj) per SOTUS: The Series - Phi wak tua rai kap nai pi nueng[20][21][22]

LINE TV Awards
- 2018 - Miglior coppia (con Prachaya Ruangroj) per SOTUS S: The Series[23][24]

Thailand Zocial Awards - Best Social Entertainment Awards
- 2018 - Candidatura Miglior attore su social media per SOTUS S: The Series[25]

Sanook! Top Vote of the Year
- 2018 - Miglior coppia (con Prachaya Ruangroj) per SOTUS S: The Series[26][27]

Thailand Role Model Awards
- 2018 - Miglior attore per SOTUS S: The Series[28][29]

Nine Entertain Awards
- 2018 - Candidatura Preferito dal pubblico

OK! Awards
- 2018 - Candidatura Coppia shippata (con Prachaya Ruangroj) per SOTUS S: The Series[30]